# Robert Hasenfuß
Robert Hasenfuß (* 1. Februar 1889 in Poppelsdorf; † 30. Juni 1970 in Helmstedt) war ein deutscher Politiker (CDU).

## Leben
Hasenfuß besuchte die Schule in Helmstedt und begann im Anschluss eine kaufmännische Lehre.   Danach war er im Einzelhandel in Magdeburg und Leipzig tätig. Im Ersten Weltkrieg war er Kriegsteilnehmer, geriet jedoch in Gefangenschaft und wurde in der Schweiz interniert. Er besuchte die Handelshochschule in St. Gallen und wurde nach dem Ende des Krieges im Jahr 1918 Handlungsbevollmächtigter der Überland-Zentrale Helmstedt AG in seiner Heimat Helmstedt. Während der Weimarer Republik wurde er Stadtverordneter in Helmstedt sowie zwischen 1923 und 1954 Betriebsratsvorsitzender. Ferner war er Besitzer einer größeren Imkerei. Er wurde zum Vorsitzenden des Kreisverbandes der CDU in Helmstedt gewählt. Ferner wurde er Vorsitzender der Helmstedter Zonenrand-Betreuungsstelle und im Jahr 1954 ehrenamtlicher Sozialrichter.

## Öffentliche Ämter
Hasenfuß wurde zum Mitglied des Stadtrates in Helmstedt sowie zum Mitglied des Kreistages des Landkreises Helmstedt gewählt. Er war für einige Jahre Bürgermeister der Stadt Helmstedt und Landrat des Landkreises Helmstedt. In der dritten bis fünften Wahlperiode wurde Hasenfuß zum Mitglied des Niedersächsischen Landtages zwischen dem 6. Mai 1955 und dem 5. Juni 1967 gewählt. Hier war er Vorsitzender des Eingabenausschusses vom 23. September 1955 bis zum 5. Juni 1967 und gehörte vom 9. Mai 1955 bis zum 5. Mai 1959 der DP/CDU-Fraktion an.

## Ehrungen
Hasenfuß ist Träger des Verdienstkreuzes Erster Klasse des Verdienstordens der Bundesrepublik Deutschland. Im Jahr 1968 wurde ihm die Ehrenbürgerschaft der Stadt Helmstedt verliehen.